# Село Узићи, борци пали у ратовима од 1912. до 1918. године
Списак бораца из села Узићи, Општина Пожега, погинулих и умрлих у Балканским и Првом светском рату преузет је из књиге „Пожега и околина”, објављене 1978. године.
Подаци за подручје Пожеге прикупљани су у периоду 1976–1977. године преко матичних књига умрлих, спомен-плоча, крајпуташа, као и разговора са преживелим борцима и појединим грађанима који су по сећању могли да дају податке, уз напомену да спискови могуће да нису потпуни, због временске дистанце и недостатка поузданих извора.

## Списак
1. Алексић Средоје
2. Алексић Перо
3. Алексић Видосав
4. Алексић Драгутин
5. Бабић Радосав
6. Бабић Светозар
7. Бабић Милан
8. Бабић Миливоје
9. Даниловић Петар
10. Ђондрић Никола
11. Ђондрић Милорад
12. Илић Чедомир
13. Илић Радојица
14. Јанковић Ђурђе
15. Лазић Милија, потпоручник
16. Љубисављевић Милан
17. Марковић Бранислав
18. Миливојевић Младен
19. Миндеровић Ђурђе
20. Михаиловић Петар
21. Михаиловић Здравко
22. Ристовић Обрад
23. Ристовић Ристивоје
24. Савић Ћиро
25. Смиљанић Миливоје
26. Суботић Петар[1]